# Cymbidium elongatum
Cymbidium elongatum är en orkidéart som beskrevs av J.J.Wood, Du Puy och Phyau Soon Shim. Cymbidium elongatum ingår i släktet Cymbidium, och familjen orkidéer. Inga underarter finns listade i Catalogue of Life.